# All About Diva
All about diva је назив првог солистичког концерта Јелене Карлеуше, који је одржан у Београдској арени 15. маја 2010. године пред 20.000 посетилаца. У новембру 2010. DVD са снимком концерта је објавила издавачка кућа Сити рекордс. Уз DVD се налази и аудио CD са песмама са концерта у ремиксованим верзијама.